# Tomáš Satoranský
Tomáš Satoranský (ur. 30 października 1991 w Pradze) – czeski koszykarz występujący na pozycjach rozgrywającego oraz rzucającego obrońcy, reprezentant kraju, obecnie zawodnik FC Barcelony.
Karierę rozpoczął w Slavii Pradze. W 2009 podpisał kontrakt z CB Sevilla.
W 2012 w drafcie NBA został wybrany w drugiej rundzie przez Washington Wizards. 21 lipca 2016 roku podpisał umowę Wizards i przeniósł się do NBA.
6 lipca 2019 trafił w wyniku wymiany do Chicago Bulls. 8 sierpnia 2021 został wytransferowany do New Orleans Pelicans. 8 lutego 2022 został wytransferowany do Portland Trail Blazers. Dzień później trafił do San Antonio Spurs. 26 lutego 2022 opuścił klub. 28 lutego 2022 dołączył po raz kolejny w karierze do Washington Wizards.

## Osiągnięcia
Stan na 3 września 2022, na podstawie, o ile nie zaznaczono inaczej.

### Drużynowe
- Wicemistrz:
  - Eurocupu (2011)
  - Hiszpanii (2015, 2016)
- Zdobywca Superpucharu Hiszpanii (2015)
- Finalista:
  - Pucharu Hiszpanii (2015)
  - Superpucharu Hiszpanii (2014)
- 3. miejsce w Pucharze Hiszpanii (2012)
- Mistrz Czech Juniorów (2007)

### Indywidualne
- 3-krotny Czeski Koszykarz Roku (2013–2015)
- Najbardziej spektakularny zawodnik ligi ACB (2016)
- Zwycięzca konkursu wsadów:
  - ligi ACB (2011)
  - czeskiej ligi NBL (2008, 2009)
- Uczestnik czeskiego All-Star Game (2008)

### Reprezentacja
- Uczestnik mistrzostw:
  - świata (2019)
  - mistrzostw Europy (2013 – 13. miejsce, 2015 – 7. miejsce, 2022[13])

Młodzieżowe
- Mistrz Europy U–16 dywizji B (2006)
- Wicemistrz Europy U–18 dywizji B (2008)
- Uczestnik mistrzostw Europy U–20 (2010)
- MVP Eurobasketu U–18 dywizji B (2008)
- Lider Eurobasketu:
  - U–18 dywizji B w asystach (2008)
  - U–16 w:
    - zbiórkach (2007)
    - asystach (2007)